# James Dearden
Pour les articles homonymes, voir Dearden.
James Dearden est un réalisateur et scénariste britannique né le 14 septembre 1949 à Londres. Il est le fils de Basil Dearden.

## Filmographie sélective

### Réalisateur
- 1984 : The Cold Room (téléfilm)
- 1988 : L'Île de Pascali (Pascali's Island)
- 1991 : Un baiser avant de mourir (A Kiss Before Dying)
- 1999 : Trader (Rogue Trader)

### Scénariste
- 1987 : Liaison fatale (Fatal Attraction) d'Adrian Lyne
- 2012 : Belle du Seigneur de Glenio Bonder (avec Vincenzo Cerami)